# 산동 산업 전문 학교
산동 산업 전문 학교(山东工业职业学院)은 중국 산동에 있는 국립 종합대학이다. 약칭은 산 연구소(山工院)이며 1959년에 첫 개교되었다.